# Orthochirus gruberi
Espèce
Orthochirus gruberi est une espèce de scorpions de la famille des Buthidae.

## Distribution
Cette espèce est endémique de la province de Kerman en Iran. Elle se rencontre vers Ğoupār.

## Description
La femelle holotype mesure 37,5 mm.

## Étymologie
Cette espèce est nommée en l'honneur de Jürgen Gruber.

## Publication originale
- Kovařík & Fet, 2006 : « Taxonomic Position of the Genus Simonoides Vachon et Farzanpay, 1987, and Description of a New Species of Orthochirus Karsch from Iran (Scorpiones, Buthidae). » Euscorpius, no 38, p. 1-10 (texte intégral).